# Bobby Layne
Pour les articles homonymes, voir Layne.
College Football Hall of Fame 1968
Pro Football Hall of Fame 1967
(en) Statistiques sur pro-football-reference
Robert Lawrence « Bobby » Layne (né le 19 décembre 1926 à Santa Anna et mort le 1er décembre 1986 à Lubbock) est un joueur américain de football américain.

## Carrière

### Des excellents débuts à l'université
Layne voit le jour à Santa Anna et use les bancs de la Highland Park High School de Dallas. Lors de ces années, il joue avec Doak Walker.
Il entre à l'université du Texas en 1944 et s'illustre avec les Longhorns, étant sélectionné dans les first-team de la conférence sud-ouest lors de ces quatre années. Lors du Cotton Bowl de 1946, son université bat celle du Missouri sur un score de 40-27 ; dans ce match, il fait une de ses meilleures prestations avec quatre passes pour touchdown, quatre points sur des coups de pied et deux autres points supplémentaires. Cela le fait entrer au Hall of Fame du Cotton Bowl. En 1946, il termine 8e du Trophée Heisman.
Son dossier sur ces quatre années montre 3145 yards à la passe et 210 passes réussies sur 400 tentées. À noter que lors de ces années universitaire, il s'illustre aussi dans le baseball comme lanceur.

### Professionnel

#### Arrivée à la NFL
Avant le début de la saison 1948, il est sélectionné d'abord dans le draft de la NFL lors du premier tour par les Bears de Chicago mais aussi lors du draft AAFC par les Colts de Baltimore. Les Colts lui font une proposition de 77 000 $ mais George Halas lui propose de signer avec les Bears en lui promettant une montée vers la célébrité.

#### Des débuts dans la douleur
Il fait partie de l'équipe professionnelle lors de la saison 1948 en étant le troisième quarterback des Bears derrière Sid Luckman et Johnny Lujack. Layne se sent trahi par cette saison vierge passée chez les Bears et ne veut plus jouer avec les Bears. Il fait un essai avec les Packers de Green Bay lors de l'intersaison. Halas, pour éviter de céder le jeune quarterback à l'AAFC, décide de le transférer chez les Bulldogs de New York. La saison se passe mal, les Bulldogs perdent la quasi-totalité de leurs matchs (onze sur douze) mais Layne se montre très bon lors de cette saison mais les Bulldogs l'échange aux Lions de Détroit contre Bob Mann.

#### Layne et les Lions s'envolent
En 1950, Layne retrouve son ami de lycée Doak Walker. En 1952, il conduit la franchise de Detroit à la victoire du championnat NFL en 1952. Il réédite cette victoire en 1953 mais ne réussit pas le triplé en 1954, perdant en finale contre les Browns de Cleveland.
En 1957, Bobby se casse la jambe à trois endroits différents et doit laisser ses coéquipiers finir le championnat. Il est remplacé par Tobin Rote qui ne se montre pas ridicule, allant chercher le championnat NFL.

#### Fin de carrière chez les Steelers
Layne intègre l'équipe des Steelers de Pittsburgh en 1958 mais il ne remporte plus aucune distinctions à part une dernière sélection pour le Pro Bowl de 1959. Il met un terme à sa carrière après la saison 1962.

## La malédiction de Bobby Layne
Lors de son transfert chez les Steelers en 1958, Layne aurait déclaré que les Lions ne gagneraient plus un championnat pendant 50 ans. Cette malédiction reste un mythe, en effet il n'existe aucune trace d'une telle déclaration de la part de Layne. Cependant, les Lions vont connaitre une longue période de disette sportive, avec une seule victoire en playoff depuis 1958.
Lors de la draft 2009, l'année supposée de la fin de la malédiction, Detroit choisit Matthew Stafford comme premier choix, qui a étudié dans le même lycée que Layne et même vécu dans le même pâté de maisons, espérant ainsi conjurer enfin la malédiction. En 2021, les Lions échangent Matthew Stafford aux Rams de Los Angeles pour Jared Goff. Stafford remporte le Super Bowl LVI dès sa première saison avec les Rams, tandis que les Lions finissent leur saison avec seulement 3 victoires.